# Фобија
Фобије представљају посебан облик страха који се везује за одређене објекте, ситуације, места или активности. Особе које доживљавају фобијски стах, свесне су да је он нереалан, нелогичан или чак претеран. Реч фобија потиче од грчке речи фобос што значи бекство, ужас, паника, страх. Фобије обично резултирају брзом појавом страха и присутне су више од шест месеци. Погођени ће се потрудити да избегну ситуацију или приговор, у степену већем од стварне опасности. Ако се предмет или ситуација не могу избећи, они доживљавају значајно узнемирење. Остали симптоми могу бити несвестица, која се може јавити у фобији од крви или повреде и напади панике, који се често могу наћи у агорафобији. Отприлике 75% оних са фобијама има више фобија.
Фобије се могу поделити на специфичне фобије, социјалне и агорафобије. Специфичне фобије укључују оне према одређеним животињама, ситуацијама у природном окружењу, крви или повредама и специфичним ситуацијама. Најчешћи су страх од паука, страх од змија и страх од висине. Специфичне фобије могу бити узроковане негативним искуством са предметом или ситуацијом у раном детињству. Социјална фобија је када се особа плаши ситуације због бриге да ће је други осуђивати. Агорафобија је страх од ситуације услед потешкоће или немогућности бекства.
Препоручује се да се одређене фобије лече терапијом излагања, у којој се особа упознаје са ситуацијом или предметом док се страх не реши. Лекови нису корисни за специфичне фобије. Социјална фобија и агорафобија често се лече неком комбинацијом саветовања и лекова. Лекови који се користе укључују антидепресиве, бензодиазепине или бета-блокаторе.
Специфичне фобије погађају око 6–8% људи у западном свету и 2–4% људи у Азији, Африци и Латинској Америци у датој години. Социјална фобија погађа око 7% људи у Сједињеним Државама и 0,5–2,5% људи у остатку света. Агорафобија погађа око 1,7% људи. Жене су погођене фобијама приближно два пута чешће од мушкараца. Типично, почетак фобије је око 10-17 година, а стопе су све мање са повећањем старости. Они са фобијама имају већи ризик од самоубиства.

## Дефиниција и симптоми
Фобија је облик анксиозног поремећаја који је дефиниран упорним и претераним страхом од предмета или ситуација. Фобије обично резултирају брзим појавом страха и трају више од шест месеци. Погођени ће се потрудити да избегну ситуацију или предмет, у степену већем од стварне опасности. Ако се предмет или ситуација не могу избећи, они доживљавају значајне невоље. Остали симптоми могу укључивати несвестицу, која се може појавити у фобији на крв или фобији од озледе, и напади панике, који се често јављају код  агорафобије. Око 75% оних с фобијама има их више.
Када особа која пати од фобије дође у контакт, или зна да ће ускоро доћи у контакт са стварима и ситуацијама којих се боји, она развија неке акутне физичке симптоме. Анксиозност се може презентовати великим бројем симптома, а различити људи реагују различитим симптомима. Симптоми напада су: брзо лупање срца, губљење даха, бол у прсима, црвењење и знојење, осећај болести и слабост, дрхтање руку или целог тела, сметеност, сува уста. Искуство може бити тако неугодно интензивно да болесник често мисли да проживљава акутни срчани удар. Неке особе осећају реакцје свог тела тако израженим екстремним и ван контроле да имају осећај да су тек посматрачи целе ситуације, тј. своје паничне реакције.

## Колико је чест овај поремећај
Неке су фобије чешће од других. Чак 10% људи осети фобију због летења, одласка зубару или призора крви годишње. Такве реакције се описују као једноставне фобије. Социјалне фобије су ређе, 25/1000 особа ће их искусити у току једне године. Агорафобију ће имати 30/1000 људи, а код жена ће бити дупло више заступљена. Статистике кажу да се фобије нешто чешће јављају код жена а и да највећи број особа развија симптоме између 20-30-те године живота. До данас је описано и проучено негде око 200 фобија, мада неки сматрају да их има око 500. Ипак ситуација или објекат страха може бити и ирационалан па је стварни број фобија немогуће одредити.

## Разлике између фобије и страха
Да би постојање страха указивало на фобичан поремећај потребно је да страх омета свакодневно функционисање особе, или да особа због њега трпи. Значи особа не болује од фобије уколико се читав живот бојала нпр. змија, али јој тај страх није сметао. Дакле о фобији се говори онда кад страх ствара поремећаје у понашању и онемогућава обављање уобичајених животних функција.
Овде се спомињу појмови фобички карактер и фобичка одбрана. Фобички карактер се односи на личност која избегава све ситуације које могу створити фобију, а фобичка одбрана се односи на било које поступке у којима се избегавају фобичке ситуације. Највиши одговорни чинилац настанка фобије је дечји страх. Неке дечје фобије нестају на прагу пубертета, али мањи део може да се пренесе и у одрасло доба. Често није лако ни докучити код одраслих да ли је то нека нова појава, или поново активирана фобија из детињства. Често се првобитни објекат страха, замени неким другим, новим, а прави узрок бива потиснут. То је механизам настанка фобија.

## Врсте фобија
Постоји више врста специфичних фобија који се темеље на страху од различитих објеката или ситуација:
- Фобије од животиња: на пример страх од пса, змије, инсеката или мишева. То је најучесталија специфична фобија.
- Ситуацијске фобије: укључују страх од специфичне ситуације, нпр. страх од летења авионом, вожње аутомобилом, страх од лифтова, страх од затвореног простора.
- Фобије од природне околине: страх од висине, олује, воде.
- Фобије од крви, инјекција и озледа: обухвата страх и од медицинских захвата.
- Остале фобије: страх од падања, гласних звукова, страх од замаскираних особа (нпр. клауна код деце).

Особа може имати више од једне специфичне фобије.

### А
- Аблутофобија – страх од прања или купања
- Акарофобија – страх од свраба или инсеката који га сврбе
- Ацерофобија – страх од киселости
- Ахлуофобија – страх од таме
- Акустикофобија – страх од буке
- Акрофобија – страх од висине
- Аерофобија – страх од промаје, гутања ваздуха или штетних материја у ваздуху
- Аероакрофобија – страх од отворених високих места
- Аеронаузифобија – страх од повраћања услед ваздушне болести
- Агатеофобија – страх од лудила
- Аглиофобија – страх од бола
- Агорафобија – страх од отворених простора или од гужве на јавним местима попут пијаца, страх од напуштања сигурног места
- Аграфобија – страх од сексуалног злостављања
- Агризоофобија – страх од дивљих животиња
- Агирофобија – страх од улице или преласка улице
- Аихмофобија – страх од игала или шиљастих предмета
- Аилурофобија – страх од мачака
- Албуминурофобија – страх од болести бубрега
- Алекторофобија – страх од пилића
- Алгофобија – страх од бола
- Алиумфобија – страх од чешњака
- Алодокафобија – страх од мишљења
- Алтофобија – страх од висине
- Аматофобија – страх од прашине
- Амаксофобија – страх од вожње у аутомобилу
- Амбулофобија – страх од ходања
- Амнесифобија – страх од амнезије
- Амихофобија – страх од огреботина или огреботина
- Анаблефобија – страх од погледа горе
- Анкраофобија – страх од ветра (анемофобија)
- Андрофобија – страх од мушкараца
- Анемофобија – страх од промаје или ветра (анкраофобија)
- Ангинофобија – страх од ангине, гушења или ускости
- Англофобија – страх од Енглеске или енглеске културе итд
- Ангрофобија – страх од беса или љутње
- Анкилофобија – страх од непокретности зглоба
- Антрофобија или антофобија – страх од цвећа
- Антропофобија – страх од људи или друштва
- Антлофобија – страх од поплава
- Ануптафобија – страх да не остану слободни
- Апеиропхобиа – страх од бесконачности
- Афенфозмфобија – страх од додира (Haphephobia)
- Апифобија – страх од пчела
- Апотемнофобија – страх од особа с ампутацијама
- Арачибутyропхобиа – страх од путера од кикирикија који се лепи за уста
- Арахнефобија или Арахнофобија – страх од паука
- Аритмофобија – страх од бројева
- Аренфобија – страх од мушкараца
- Арзонфобија – страх од ватре
- Астенофобија – страх од несвестице или слабости
- Астрафобија или астрапофобија – страх од грома и грома (цераунофобија, кераунофобија)
- Астрофобија – страх од звезда или небеског свемира
- Асиметрифобија – страх од асиметричних ствари
- Атаксиофобија – страх од атаксије (мишићна некоординација)
- Атаксофобија – страх од нереда или неуредности
- Ателофобија – страх од несавршености
- Атефобија – страх од пропасти или рушевина
- Атазагорафобија – страх од заборава или игнорисања или заборављања
- Атомософобија – страх од атомских експлозија
- Атихифобија – страх од неуспеха
- Аулофобија – страх од флауте
- Аурофобија – страх од злата
- Аурорафобија – страх од северног светла
- Аутодисомофобија – страх од онога који има лош мирис
- Аутоматонофобија – страх од лутки вентрилоквиста, аниматроничних створења, воштаних статуа – свега што лажно представља жива бића
- Аутомизофобија – страх од прљавштине
- Аутофобија – Страх да будете сами или од себе
- Авиофобија или авиатофобија – страх од летења

### Б
- Бацилофобија – страх од микроба
- Бактериофобија – страх од бактерија
- Балистофобија – страх од пројектила или метака
- Барофобија – страх од гравитације
- Батмофобија – страх од степеница или стрмих падина
- Батофобија – страх од дубине
- Батофобија – страх од висине или близине високих зграда
- Батрахофобија – страх од водоземаца, као што су жабе, тритони, даждевњаци итд
- Базофобија или базифобија – неспособност за стајање, страх од ходања или пада
- Белонефобија – страх од игле и иглама (aihmofobija)
- Библиофобија – страх од књига
- Бленофобија – страх од слузи
- Богифобија – страх од баука или баук
- Бољшефобија – страх од бољшевика
- Ботанофобија – страх од биљака
- Бромидрозифобија или бромидрофобија – страх од телесних мириса
- Бронтофобија – страх од грома и грмљавине
- Буфонофобија – страх од крастача

### Ц
- Цаинолофобија или цаинофобија – страх од било чега новог, новост
- Ценофобија или центофобија – страх од нових ствари или идеја
- Цераунофобија или цераунофобија – страх од грома и грома (астрафобија, астрапофобија)
- Цибофобија – страх од хране (ситофобија, ситиофобија)
- Циклофобија – страх од бицикла
- Цимофобија или кимофобија – страх од таласа или покрета попут таласа
- Цинофобија – страх од паса или бесноће
- Ципридофобија или циприфобија или циприанофобија или ципринофобија – страх од проститутки или венеричне болести

### Д
- Дачофобија – страх од Холанђана
- Децидофобија – страх од доношења одлука
- Дефекалоезиофобија – страх од болних покрета црева
- Деипнофобија – страх од разговора за ручком или вечером
- Декстрофобија – страх од предмета на десној страни тијела
- Дементофобија – страх од лудила
- Демофобија – страх од гужве (агорафобија)
- Демонофобија или демонофобија – страх од демона
- Дендрофобија – страх од дрвећа
- Дентофобија – страх од зубара
- Дерматофобија – страх од кожних лезија
- Дерматосиофобија или дерматофобија или дерматопатофобија – страх од кожних болести
- Дидаскалеинофобија – страх од поласка у школу
- Дијабетофобија – страх од дијабетеса
- Дикефобија – страх од правде
- Динофобија – страх од вртоглавице или вртлога
- Диплофобија – страх од двоструког вида
- Дипсофобија – страх од пијења
- Дишабилиофобија – страх од свлачења пред неким
- Дисморфофобија – страх од деформације
- Диспозофобија – страх од бацања ствари, нагомилавање
- Дистихифобија – страх од несрећа
- Доксофобија – страх од изражавања мишљења или примања похвала
- Доматофобија – страх од куће или боравка у кући (еикофобија, оикофобија)
- Дорафобија – страх од крзна или коже животиња
- Дромофобија – страх од преласка улице

### Е
- Еикофобија – страх од кућног окружења (доматофобија, оикофобија)
- Еизоптрофобија – страх од огледала или од гледања себе у огледалу
- Екцлесиофобија– страх од цркве
- Екофобија – страх од куће
- Еквинофобија – страх од коња
- Електрофобија – страх од струје
- Елеутерофобија – страх од слободе
- Елурофобија – страх од мачака (аилурофобија)
- Еметофобија – страх од повраћања
- Енетофобија – страх од игле
- Енохлофобија – страх од гужве
- Еносиофобија или енисофобија – страх од чињења неопростивог гријеха или критике
- Ентомофобија – страх од инсеката
- Еозофобија – страх од зоре или дневног светла
- Ефебифобија – страх од тинејџера
- Енофобија – страх од вина
- Епистаксиофобија – страх од крварења из носа
- Епистемофобија – страх од знања
- Еремофобија – страх од тога да ли је сам или од усамљености
- Ереутхропхобиа – страх од црвенила
- Ергасиофобија – 1) страх од рада или функционисања 2) страх хирурга од операције
- Ергофобија – страх од посла
- Еритрофобија или еритофобија или ереутофобија – 1) страх од црвених свјетлости 2) црвенило 3) црвена
- Еротофобија – страх од сексуалне љубави или сексуалних питања
- Еуфобија – страх од чувања добрих вести
- Еуротофобија – страх од женских гениталија

### Ф
- Фагофобија – страх од гутања или једења или једења
- Фалакрофобија – страх од ћелавости
- Фалофобија – страх од пениса, посебно усправног
- Фармакофобија – страх од узимања лекова
- Фазмофобија – страх од духова
- Фенгофобија – страх од дневног светла или сунца
- Филемафобија или филематофобија – страх од љубљења
- Филофобија – страх од заљубљивања или заљубљености
- Филозофобија – страх од филозофије
- Фобофобија – страх од фобија
- Фотоауглиапхобиа – страх од бљештавих свјетала
- Фотофобија – страх од светлости
- Фонофобија – страх од звукова или гласова или властитог гласа; телефона
- Фронемофобија – страх од размишљања
- Фебрифобија или фибрифобија или фибриофобија – страх од врућице
- Фелинофобија – страх од мачака (аилурофобија, елурофобија, галеофобија, гатофобија)
- Франкофобија – страх од Француске или француске културе (галофобија, галиофобија)
- Фригофобија – страх од хладноће или хладних ствари (химафобија, химатофобија, психрофобија)
- Фебрифобија или фибрифобија или фибриофобија – страх од врућице
- Фелинофобија – страх од мачака (аилурофбија, елурофобија, галеофобија, гатофобија)
- Франкофобија – страх од Француске или француске културе (галофобија, галиофобија)
- Фтириофобија – страх од уши (педикулофобија)
- Фтизиофобија – страх од туберкулозеФригофобија – страх од хладноће или хладних ствари (хеимафобија, хеиматофобија, психрофобија)

### Г
- Галеофобија или гатофобија – страх од мачака
- Галофобија или Галиофобија – страх од Француске или француске културе (Франкофобија)
- Гамофобија – страх од брака

Гелиофобија – страх од смеха
- Гелотофобија – страх од исмејавања
- Гениофобија – страх од браде
- Генофобија – страх од секса
- Генупхобиа – страх од кољена
- Гефирофобија или гефидрофобија или гефизрофобија – страх од преласка мостова
- Германофобија – страх од Немачке или немачке културе
- Гераскофобија – страх од старења
- Геронтофобија – страх од старих људи или од старења
- Геумафобија или геумофобија – страх од укуса
- Гимнофобија – страх од голотиње
- Гинефобија или гинофобија – страх од жена
- Глософобија – страх од јавног говора или од покушаја говора
- Гносиофобија – страх од знања
- Графофобија – страх од писања или рукописа

### Х
- Хадефобија – страх од пакла
- Хагиофобија – страх од светаца или светих ствари
- Хамартофобија – страх од греха
- Хафефобија или Хаптефобија – страх од додира
- Харпаксофобија – страх од пљачке
- Хедонофобија – страх од осећаја задовољства
- Хелиофобија – страх од сунца
- Хеленологофобија – страх од грчких израза или сложене научне терминологије
- Хелминтофобија – страх од заразе црвима
- Хемофобија или хемафобија или хематофобија – страх од крви
- Херезифобија или хереиофобија – страх од изазова службеној доктрини или радикалне девијације
- Херпетофобија – страх од гмазова или језивих, пузавих ствари
- Хетерофобија – страх од супротног пола (сексофобија)
- Хетофобија – страх од косе
- Хексакосиоихексеконтахексафобија– Страх од броја 666
- Хиерофобија – страх од свештеника или светих ствари
- Хипофобија – страх од коња
- Хипопотомонстросесквипедалиофобија – страх од дугих речи
- Хобофобија – страх од пропалица или просјака
- Ходофобија – страх од путовања цестом
- Хормефобија – страх од шока
- Хомихлофобија – страх од магле
- Хомилофобија – страх од проповеди
- Хоминофобија – страх од мушкараца
- Хомофобија – страх од истости, монотоније или хомосексуалности или постајања хомосексуалцем
- Хоплофобија – страх од ватреног оружја
- Хидраргиофобија – страх од живих лекова
- Хидрофобија – страх од воде или бесноће
- Хидрофобофобија – страх од бесноће
- Хијелофобија или хијалофобија – страх од стакла
- Хигрофобија – страх од течности, влаге или влаге
- Хилефобија – страх од материјализма или страх од епилепсије
- Хилофобија – страх од шума
- Хеимафобија или хеиматофобија – страх од хладноће (фригофобија, психофобија)
- Хемофобија – страх од хемикалија или рада са хемикалијама
- Херофобија – страх од радости
- Хипенгиофобија или хипегиафобија – страх од одговорности
- Хипнофобија – страх од сна или хипнотизације
- Хипсифобија – страх од висине Хираптофобија – страх од додира
- Хироптофобија – страх од шишмиша
- Хорофобија – страх од плеса

### И
- Ихтиофобија – страх од рибе
- Идеофобија – страх од идеја
- Илигофобија – страх од вртоглавице или вртоглавице када се спусти поглед
- Иофобија – страх од отрова
- Инсектофобија – страх од инсеката
- Изолофобија – страх од самоће, бити сам
- Изоптерофобија – страх од термита, инсеката који једу дрво
- Итифалофобија – страх од виђења, размишљања или усправног пениса

### Ј
- Јапанофобија – страх од Јапанаца
- Јатрофобија – страх од одласка лекару или лекарима
- Јудеофобија – страх од Јевреја

### К
- Какофобија – страх од ружноће
- Калигинефобија – страх од лепих жена
- Канцерофобија или карцинофобија – страх од рака
- Кардиофобија – страх од срца
- Карнофобија – страх од меса
- Катагелофобија – страх од исмејавања
- Катапедафобија – страх од скакања са високих и ниских места
- Катизофобија – страх од седења
- Катоптрофобија – страх од огледала
- Киберфобија – страх од рачунара или рада на рачунару
- Кионофобија – страх од снега
- Кирофобија – страх од руку
- Клаустрофобија – страх од затворених простора
- Клеитрофобија или клеисиофобија – страх од затварања у затворено место
- Клептофобија – страх од крађе
- Климакофобија – страх од степеница, пењања или пада од доље
- Клинофобија – страх од одласка у кревет
- Клитрофобија или клеитрофобија – страх од затварања
- Книдофобија – страх од убода
- Коиметрофобија – страх од гробља
- Коитофобија – страх од коитуса
- Колерофобија – страх од беса или страх од колере
- Кометофобија – страх од комета
- Консекоталеофобија – страх од штапића
- Контрафобија – предност фобије за страшне ситуације
- Контрелтофобија – страх од сексуалног злостављања
- Копрастазофобија – страх од затвора
- Копрофобија – страх од измета
- Коулрофобија – страх од клауна
- Кремофобија – страх од провалија
- Криофобија – страх од велике хладноће, леда или мраза
- Кристалофобија – страх од кристала или стакла
- Крометофобија или хрематофобија – страх од новца
- Кромофобија или хроматофобија – страх од боја
- Кронофобија – страх од времена
- Крономентрофобија – страх од сатова
- Какорафиофобија – страх од неуспеха или пораза
- Катагелофобија – страх од исмејавања
- Катизофобија– страх од седења
- Кацаридафобија – страх од буба швава
- Кенофобија – страх од празнина или празних простора
- Кераунофобија или кераунофобија – страх од грома и грома (астрафобија, астрапофобија)
- Кинетофобија или кинезофобија – страх од кретања или кретања
- Клаустрофобија – страх од малих унутрашњих простора/лифта и сл.
- Клетофобија – страх од крађе
- Коинонифобија – страх од соба
- Колпофобија – страх од гениталија, посебно женских
- Копофобија – страх од умора
- Кониофобија – страх од прашине (аматофобија)
- Космикофобија – страх од свемирског феномена
- Кимофобија – страх од таласа (цимофобија)
- Кинофобија – страх од бесноће
- Кифофобија – страх од сагињања
- Ксантофобија – страх од жуте боје или речи жута
- Ксеноглософобија – страх од страних језика
- Ксенофобија – страх од странаца или странаца
- Ксерофобија – страх од сувоће
- Ксилофобија – 1) страх од дрвених предмета 2) шуме
- Ксирофобија – страх од жилета
- Квадрафобија – страх од броја четири
- Квадриплегифобија – страх од квадриплегичара или страх да постанемо квадриплегичари
- Квинтафобија – страх од броја пет

### Л
- Лаханофобија – страх од поврћа
- Лалиофобија или лалофобија – страх од говора
- Лепрофобија или лепрафобија – страх од губе
- Леукофобија – страх од беле боје
- Левофобија – страх од ствари на левој страни тела
- Лигофобија – страх од таме
- Лисофобија – страх од бесноће или лудила
- Лигирофобија – страх од гласних звукова
- Лилапсофобија – страх од торнада и урагана
- Лимнофобија – страх од језера
- Линонофобија – страх од жица
- Литикафобија – страх од тужбе
- Локиофобија – страх од порода
- Логизомеханофобија – страх од рачунара
- Логофобија – страх од речи
- Луифобија – страх од сифилиса
- Лутрафобија – страх од видре

### М
- Макрофобија – страх од дугог чекања
- Магеирокофобија – страх од кувања
- Маиеусиопхобиа– страх од порођаја
- Малаксофобија – игра се страх од љубави (сармасофобија)
- Манијафобија – страх од лудила
- Мастигофобија – страх од казне
- Механофобија – страх од машина
- Медомалакуфобија – страх од губитка ерекције
- Медортофобија – страх од усправног пениса
- Мегалофобија – страх од великих ствари
- Мелисофобија – страх од пчела
- Меланофобија – страх од црне боје
- Мелофобија – страх или мржња према музици
- Менингитофобија – страх од болести мозга
- Менофобија – страх од менструације
- Меринтхофобија – страх од везивања или везивања
- Металофобија – страх од метала
- Метатезиофобија – страх од промена
- Метеорофобија – страх од метеора
- Метифобија – страх од алкохола
- Метрофобија – страх или мржња према поезији
- Микробиофобија – страх од микроба (бацилофобија)
- Mикрофобија – страх од малих ствари
- Мизофобија или мизофобија – страх од контаминације прљавштином или клицама
- Мнемофобија – страх од сећања
- Молизмофобија или mолизомофобија – страх од прљавштине или контаминације
- Монофобија – страх од самоће или самоће
- Монопатофобија – страх од одређене болести
- Моторфобија – страх од аутомобила
- Мотефобија – страх од мољаца
- Мусофобија или мурифобија – страх од мишева
- Микофобија – страх или одбојност према гљивама
- Микрофобија – страх од малих ствари
- Миксофобија – страх од слузи (бленофобија)
- Миктофобија – страх од таме
- Мирмекофобија – страх од мрава
- Митофобија – страх од митова или прича или лажних изјава

### Н
- Небулафобија – страх од магле (хомихлофобија)
- Некрофобија – страх од смрти или мртвих ствари
- Нелофобија – страх од стакла
- Неопхармапхобиа – страх од нових лекова
- Неофобија – страх од било чега новог
- Нефофобија – страх од облака
- Никтохилофобија – страх од тамних шумовитих подручја или шума ноћу
- Никтофобија – страх од мрака или ноћи
- Ноктифобија – страх од ноћи
- Номатофобија – страх од имена
- Нозокомефобија – страх од болница
- Нозофобија или ноземафобија – страх од болести
- Ностофобија – страх од повратка кући
- Новеркафобија – страх од маћехе
- Нуклеомитуфобија – страх од нуклеарног оружја
- Нудофобија – страх од голотиње
- Нумерофобија – страх од бројева

### О
- Обесофобија – страх од дебљања (покрескофобија)
- Охлофобија – страх од гужве или руље
- Охофобија – страх од возила
- Октофобија – страх од фигуре 8
- Одонтофобија – страх од зуба или зубне хирургије
- Одинофобија или одинефобија – страх од бола (алгофобија)
- Оикофобија – страх од кућног окружења, кућа (доматофобија, еикофобија)
- Олфактофобија – страх од мириса
- Омброфобија – страх од кише или кише
- Ометафобија или оматофобија – страх од очију
- Омфалофобија – страх од пупова
- Онеирофобија – страх од снова
- Онеирогмофобија – страх од влажних снова
- Ономатофобија – страх од чувања одређене речи или имена
- Офидиофобија – страх од змија (снејкофобија)
- Офталмофобија – страх од зрења
- Опиофобија – страх се доктора да пропишу потребне лекове против болова за пацијенте
- Оптофобија – страх од отварања очију
- Орнитофобија – страх од птица
- Ортофобија – страх од имовине
- Осмофобија или осфресиофобија – страх од мириса или мириса
- Остраконофобија – страх од шкољки

### П
- Пагофобија – страх од леда или мраза
- Пантофобија – страх од патње и болести
- Панофобија или пантофобија – страх од свега
- Папафобија – страх од папе
- Папирофобија – страх од папира
- Паралипофобија – страх од занемаривања дужности или одговорности
- Парафобија – страх од сексуалне перверзије
- Паразитофобија – страх од паразита
- Параскаведекатриафобија – страх од петка 13.
- Партенофобија – страх од девица или младих девојака
- Патофобија – страх од болести
- Патроиофобија – страх од наследства
- Партурифобија – страх од порода
- Пекатофобија – страх од греха или измишљених злочина
- Педикулофобија – страх од уши
- Педиофобија – страх од лутки
- Педофобија – страх од деце
- Пеладофобија – страх од ћелавих људи
- Пелагрофобија – страх од пелагре
- Пениафобија – страх од сиромаштва
- Пентарафобија – страх од свекрве (новеркафобија)
- Пирексиофобија – страх од врућице
- Пирофобија – страх од ватре
- Плакофобија – страх од надгробних споменика
- Плутофобија – страх од богатства
- Плувиофобија – страх од кише или кише
- Пнеуматифобија – страх од духова
- Пнигофобија или пнигерофобија – страх од гушења, да би ме неко угушио
- Покрескофобија – страх од дебљања (обесофобија)
- Погонофобија – страх од браде
- Полиософобија – страх од заразе полиомелитисом
- Политикофобија – страх или ненормална несклоност политичарима
- Полифобија – страх од многих ствари
- Поинефобија – страх од казне
- Понофобија – страх од прекомерног рада или бола
- Порфирофобија – страх од љубичасте боје
- Потамофобија – страх од река или текуће воде
- Потофобија – страх од алкохола
- Проктофобија – страх од ректума
- Прософобија – страх од напретка
- Пселизмофобија – страх од муцања
- Психофобија – страх од ума
- Психрофобија – страх од хладноће
- Птеромерханофобија – страх од летења
- Птеронофобија – страх да вас пере не шкакља
- Пупафобија – страх од лутака

### Р
- Радиофобија – страх од зрачења, рендгенских зрака
- Ранидафобија – страх од жаба
- Ректофобија – страх од ректума или правца
- Рабдофобија – страх од најоштријег кажњавања или премлаћивања шипком или од строге критике, такођер страх од магије (штапића)
- Рипофобија – страх од дефекације
- Ритифобија – страх од настанка бора
- Рупофобија – страх од прљавштине
- Русофобија – страх од Руса

### С
- Самхаинофобија – страх од Ноћи вештица
- Сармасофобија – игра страха од љубави (малаксофобија)
- Сатанофобија – страх од сотоне
- Селахофобија – страх од морских паса
- Селафобија – страх од бљеска светлости
- Селенофобија – страх од месеца
- Сеплофобија – страх од распадајуће материје
- Сесквипедалофобија – страх од дугих речи
- Сексофобија – страх од супротног спола (хетерофобија)
- Сидеродромофобија – страх од возова
- Сфексофобија – страх од оса
- Скабиофобија – страх од шуге
- Скатофобија – страх од фекалних материја
- Скелерофибија – страх од лоших људи, провалника
- Скиофобија, скиафобија – страх од сене
- Сколецифобија – страх од црва
- Сколионофобија – страх од школе
- Скопофобија или скоптофобија – страх да ће вас видети, или зурити у њих
- Скотомафобија – страх од слепила у видном пољу
- Скотофобија – страх од таме (ахлуофобија)
- Скриптофобија – страх од писања у јавности
- Сидерофобија – страх од звезда
- Синистрофобија – страх од левице или љеворуке
- Синофобија – страх од кинеског, кинеске културе
- Ситофобија или ситиофобија – страх од хране или једења (цибофобија)
- Соцерафобија – страх од свекра
- Социјална фобија – страх од негативне проћене у социјалним ситуацијама
- Социофобија – страх од друштва или људи уопште
- Сомнифобија – страх од сна
- Софофобија – страх од учења
- Сотериофобија – страх од зависности од других
- Спацефобија – страх од свемира
- Спектрофобија – страх од сабласти или духова
- Сперматофобија или спермофобија – страх од клица
- Стасибасифобија или стасифобија – страх од стајања или ходања (амбулофобија)
- Стаурофобија – страх од крижа/крста или распећа
- Стенофобија – страх од уских ствари или места
- Стигиофобија или стигиофобија – страх од пакла
- Сурифобија – страх од мишева
- Симболофобија – страх од симболике
- Симетрофобија – страх од симетрије
- Сингенезофобија – страх од рођака
- Сифилофобија – страх од сифилиса

### Т
- Тахофобија – страх од брзине
- Таениофобија или Тениофобија – страх од пантљичара
- Тафефобија, тафофобија – страх од тога да ли ће бити сахрањен жив или од гробља
- Тапинофобија – страх од заразе
- Таурофобија – страх од бикова
- Технофобија – страх од технологије
- Телеофобија – 1) Страх од одређених планова 2) Верска церемонија
- Телефонофобија – страх од телефона
- Тератофобија – страх од рађања деформираног детета или страх од чудовишта или деформираних људи
- Тестофобија – страх од полагања тестова
- Тетанофобија – страх од чељусти, тетанус
- Теутофобија – страх од Немачке или немачких ствари
- Текстофобија – страх од одређених тканина
- Тазофобија – страх од седења
- Таласофобија – страх од мора
- Танатофобија или тантофобија – страх од смрти или умирања
- Театрофобија – страх од позоришта
- Теологикофобија – страх од теологије
- Теофобија – страх од богова или религије
- Термофобија – страх од врућине
- Тиранофобија – страх од тирана
- Токофобија – страх од трудноће или порођаја
- Томофобија – страх од хируршких операција
- Тонитрофобија – страх од грома
- Топофобија – страх од одређених места или ситуација, попут треме
- Токсифобија или токсофобија или токсикофобија – страх од отрова или од случајног тровања
- Трауматофобија – страх од озледа
- Тремофобија – страх од дрхтања
- Трихинофобија – страх од трихинелозе
- Трихопатофобија или трихофобија – страх од косе (хетопфобија, хипертрихофобија)
- Трискаидекапхобиа – страх од броја 13
- Тропофобија – страх од помицања или промене
- Трипанофобија – страх од инекција
- Туберкулофобија – страх од туберкулозе

### У
- Уранофобија или уранифобија – страх од неба
- Урофобија – страх од мокраће или мокрења

### В
- Вакцинофобија – страх од вакцинације
- Валонфобија – страх од Валонаца
- Венустрафобија – страх од лепих жена
- Вербофобија – страх од речи
- Верминофобија – страх од клица
- Вестифобија – страх од одеће
- Викцафобија: Страх од вештица и чарања
- Виргинитипхобиа – страх од силовања
- Витрикофобија – страх од очуха

### З
- Зелофобија – страх од љубоморе
- Зеусофобија – Страх од Бога или Богова
- Земифобија – Страх од великог пацова/миша
- Змијофобија – страх од Змија (офидиофобија)
- Зоофобија – страх од животиња